# Avenue Paul-Vaillant-Couturier (Paris)
Pour les articles homonymes, voir Avenue Paul-Vaillant-Couturier.
L'avenue Paul-Vaillant-Couturier est une voie de Gentilly et du 14e arrondissement de Paris, en France.

## Situation et accès
L'avenue Paul-Vaillant-Couturier est une voie limitrophe de Paris, dont elle forme la limite sud du 14e arrondissement, et de Gentilly, dont elle forme une partie de la limite nord.
Elle débute à l'est sur la place Mazagran, dénomination locale de l'avenue de Mazagran, sur laquelle débouchent à Gentilly les rues du Val-de-Marne et du Président-Wilson. Longue de près d'un kilomètre, elle se termine à l'ouest sur la rue Barbès à Montrouge.
L'avenue Paul-Vaillant-Couturier est située en totalité en dehors du Paris intra-muros (celui délimité par le boulevard périphérique). Le côté nord de l'avenue, ainsi que la voie en elle-même, est situé sur le territoire de Paris. Tandis que le côté sud est situé sur Gentilly.
D'est en ouest, la rue est rejointe par les voies suivantes :
- côté sud, à Gentilly :
  - rue Benoît-Malon
  - rue Auguste-Blanqui
  - villa Rémont
  - rue Dedouvre
  - avenue Lénine
- côté nord, à Paris :
  - voie DE/13 (accès au périphérique)
  - voie GB/14 (sortie du périphérique)
  - avenue Pierre-Masse
  - avenue Lucien-Descaves

## Origine du nom

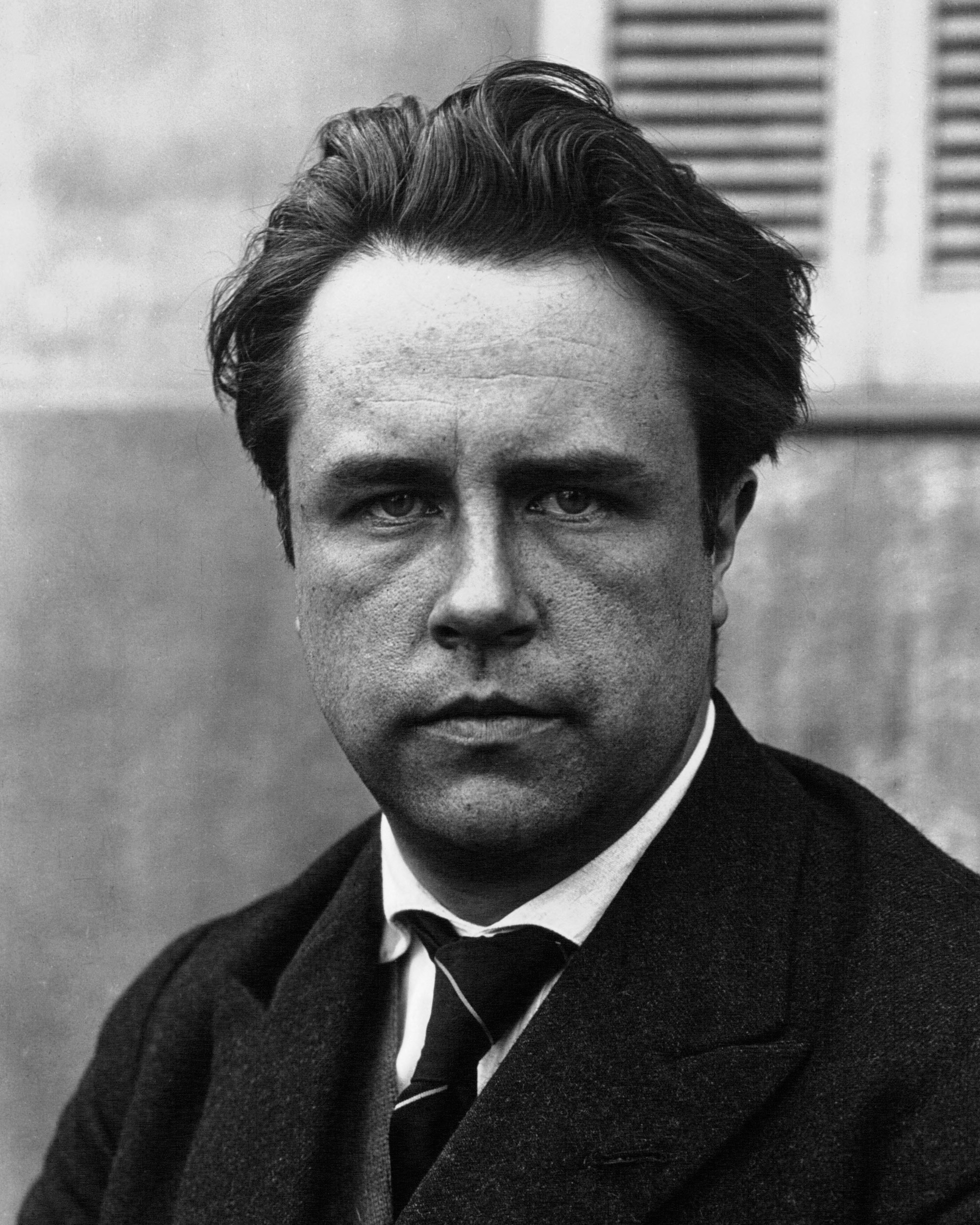
Paul Vaillant-Couturier, en 1921.

Elle porte le nom de l'homme politique français Paul Vaillant-Couturier (1892-1937).

## Historique
À l'origine, la voie est intégralement située sur le territoire de Gentilly sous le nom de « rue de Montrouge » avant de prendre le nom d'« avenue Paul Vaillant-Couturier ». En 1941, le côté impair de cette voie et une partie du côté pair sont annexés à Paris.

## Bâtiments remarquables et lieux de mémoire
.
- L'une des sorties de la gare de Gentilly, sur le RER B, débouche sur l'avenue Paul-Vaillant-Couturier.
- Au milieu de l'avenue, la passerelle du Cambodge permet de franchir le périphérique afin de rejoindre la Cité internationale universitaire de Paris.
- L'autoroute A6 passe sous l'avenue avant de rejoindre le périphérique.
- Au no 113, l'église du Sacré-Cœur de Gentilly.
- Au no 156, le centre de recherche et de contrôle des eaux de Paris, dont l'entrée expose une fontaine Wallace désaffectée et peinte en gris.
- Au no 158, monument commémoratif